# Meher Baba

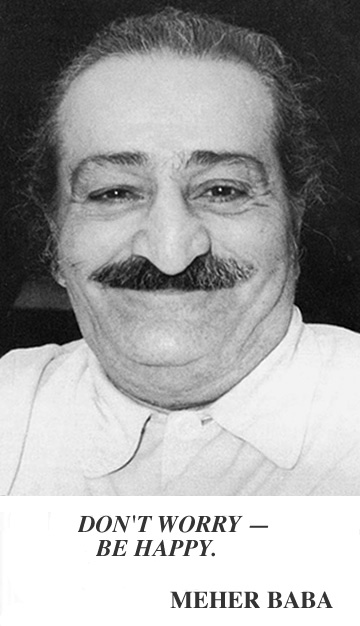
Tarjeta de Meher Baba que se vendía en EE. UU. e India desde 1964. Foto original tomada en Puna en mayo de 1957

Meher Baba (Pune, 25 de febrero de 1894-Meherazad, India; 31 de enero de 1969) fue un gurú (maestro espiritual) indio que declaró ser el avatar, Dios en forma humana. Una figura espiritual del siglo XX,tuvo cientos de miles de seguidores, principalmente en la India, además de grupos más pequeños en Norteamérica, Sudamérica, Europa y Australia. A partir del 10 de julio de 1925, guardó silencio durante los últimos 44 años de su vida, comunicándose con sus discípulos inicialmente a través de un tablero alfabético, pero cada vez más a través de gestos por medio de un intérprete. Comentó que había venido «no a enseñar, sino a despertar», y añadió que «las cosas que son reales se dan y se reciben en silencio».
Nacido en el seno de una familia zoroástrica de ascendencia persa, a los 19 años conoció a una anciana musulmana, Hazrat Babajan, la primera de cinco «maestros perfectos» (personas espiritualmente iluminadas o «realizadas por Dios») que durante los siete años siguientes le ayudaron a encontrar su identidad espiritual propia. Según Meher Baba, esa identidad era la del avatar de su era, término que interpretaba como la encarnación periódica de Dios en forma humana, situándose a sí mismo entre figuras religiosas universales como Zoroastro, Rama, Krishna, Buda, Jesucristo o el profeta Mahoma: «Soy el mismo Antiguo venido de nuevo en medio de vosotros», dijo a sus discípulos, declarando que todas las grandes religiones son revelaciones de «la Realidad Única que es Dios».
Entre 1931 y 1958 realizó numerosas visitas a Estados Unidos y Europa, y en una de ellas, en 1952, estableció el Centro Espiritual Meher en Myrtle Beach, Carolina del Sur. Un centro similar, la Morada del Avatar, fue creado en Woomby, Queensland, Australia, en 1958.
Desde mediados de la década de 1960, Meher Baba se mantuvo en reclusión y, durante ese período, varios consumidores de drogas recreativas de los Estados Unidos trataron de localizarlo en busca de verdad espiritual. A través de ellos, sus advertencias contra el uso no médico de drogas psicodélicas y de otro tipo llegaron a los medios de comunicación de Estados Unidos y otros países occidentales. Meher Baba advirtió explícitamente a los jóvenes que «las drogas son perjudiciales mental, física y espiritualmente», tratando de acercarlos a una vida espiritual.
Tras su muerte en 1969, sus seguidores hicieron caso a su deseo de no formar una organización, pero siguieron reuniéndose informalmente y con frecuencia para debatir y leer sus obras y expresar a través de la música, la poesía, la danza o el teatro sus reflexiones sobre su vida. Su tumba (samadhi) en Meherabad, cerca de Ahmednagar, se ha convertido en lugar de peregrinación para sus seguidores de todo el mundo.

## Biografía

### Primeros años
Meher Baba nació en Pune (India), en el seno de una familia zoroastriana. Le fue dado el nombre de Merwan Sheriar Iraní. Era el segundo hijo de Sheriar Mundegar Iraní, un persa zoroastriano que había sido derviche errante antes de asentarse en Pune y contraer matrimonio con Shireen.
Meher Baba tenía una voz melodiosa, tocaba varios instrumentos y era poeta. Conocedor de diversas lenguas, admiraba especialmente los versos del poeta persa Hafiz. En su juventud no tenía inclinaciones ni experiencias místicas o espirituales. Estaba interesado en los deportes, particularmente en el cricket. Más tarde Meher Baba explicaría que existe un velo que se mantiene sobre el avatar hasta el momento en que comienza a realizar su labor. Por entonces Merwan se encontraba velado.
En enero de 1914, a los 19 años, durante su segundo año en la universidad, Meher Baba dijo que mientras se dirigía en bicicleta hacia el Deccan College, en Puna, se había encontrado con una anciana afgana sufí llamada Hazrat Babajan ―que decía tener 107 años―, quien lo besó en la frente, y le habría quitado el velo de la ilusión. Entonces él habría experimentado su propia divinidad.
Tiempo más tarde, Merwan dijo que esa anciana era uno de los cinco «maestros perfectos» de la era:
- Hazrat Babajan (c. 1850-1931).
- Tajuddin Baba de Nagpur,

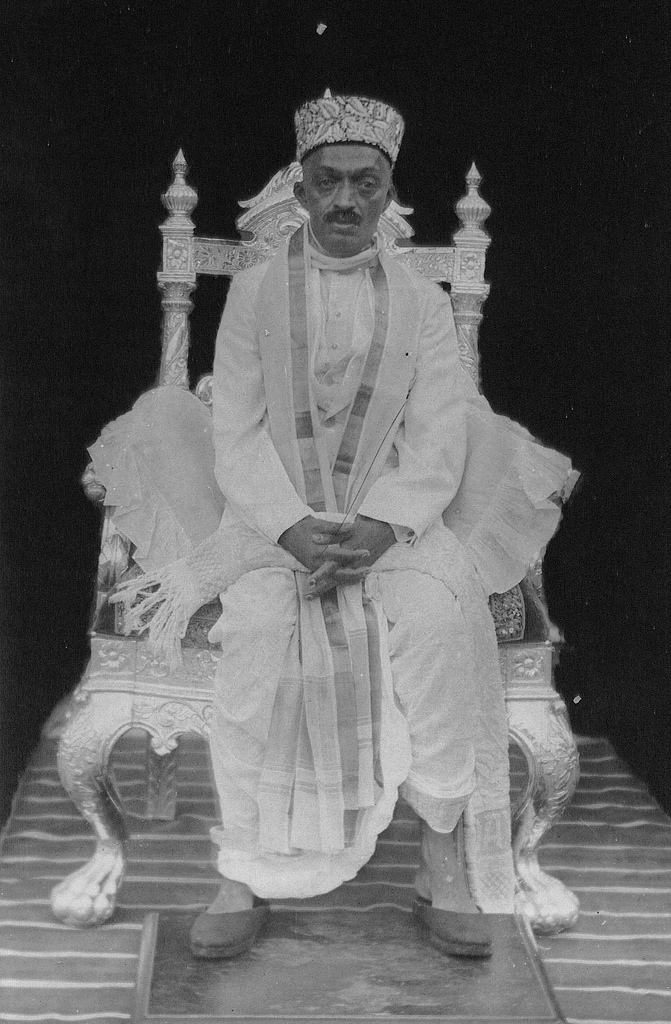
Naraian Majarash, autonombrado «maestro perfecto».

- Narayan Maharaj de Kedgaon (1885-1945),
- Sai Baba de Shirdi (c. 1835-1918), y
- Upasni Maharaj de Sakori (1870-1941).

Según Meher Baba declaró años después, Upasni lo ayudó a experimentar de manera consciente su realidad como dios, facilitándole su tarea en el mundo sin disminuir su experiencia de la realización de dios. En 1921, a la edad de 27 años, luego de vivir durante 7 años junto a Upasni, Merwan comenzó a atraer a sus primeros seguidores. Fueron ellos quienes le dieron el nombre de Meher Baba (‘padre compasivo’).
En 1922, Meher Baba y sus seguidores establecieron el Manzil-e-Mim (casa del maestro) en Bombay. Allí, Meher Baba reclamó a sus seguidores estricta disciplina y obediencia. Un año después, Meher Baba estableció un centro cerca de Ahmednagar (Estado de Maharastra), llamado Meher Abad. Fundó una escuela espiritual, un refugio para pobres y un dispensario gratuitos.

### Silencio
El 9 de julio de 1925, Meher Baba dijo a sus seguidores que a partir del día siguiente guardaría silencio para siempre. Uno de sus discípulos le señaló que si se mantenía en silencio, el mundo se vería privado de sus enseñanzas. Meher Baba contestó: «No he venido a enseñar sino a despertar». Desde ese momento mantuvo silencio hasta el fin de su vida. Dictaba sus discursos y artículos mediante una tabla alfabética, señalando las letras una por una.

¡Mi verdadera forma es indescriptible! Cuando hablo, unos pocos lo experimentarán desde dentro. En ese momento, mi forma exterior se parecerá a las formas de Cristo, Mahoma, Buda, Krisná, Rama y Zoroastro. Todos tenían mi cara y mi cabello.
Meher Baba

Treinta años más tarde dejó de utilizar la tabla alfabética y comenzó a comunicarse exclusivamente mediante gestos manuales.

### Primeros contactos con Occidente
Meher Baba viajó varias veces a Occidente entre 1931 y 1958, tomando contacto con sus seguidores de Europa y Estados Unidos.
En su primera visita a Occidente, en 1931, Meher Baba viajó en el barco SS Rajputana. Uno de los pasajeros en ese viaje era Mahatma Gandhi, quien se dirigía a Londres para asistir a la conferencia Round Table Conference acerca de la independencia de la India. Meher Baba y Gandhi tuvieron tres encuentros a bordo; uno de los cuales se extendió por espacio de tres horas. El vapor Rajputana arribó a Marsella en las primeras horas del viernes 11 de septiembre de 1931.
En Londres conoció al anciano inventor estadounidense Thomas A. Watson (1854-1934), quien se inclinó ante Baba, y lloró durante quince minutos. Terminó pagándole el viaje a EE. UU. (a donde Baba llegaría el 6 de noviembre de 1931), pero al conocerlo mejor se desencantaría de él.
A finales de los años treinta, Meher Baba invitó a un grupo de mujeres occidentales a que se unieran a él en una serie de viajes que había programado a lo largo de la India, conocidos como Blue Bus Tours.
La última visita de Meher Baba a Occidente se registró en 1958, cuando él y sus discípulos permanecieron durante algunos días en el centro dedicado a su labor ubicado en Myrtle Beach, Carolina del Sur.

### Su labor con los masts
Una parte importante del trabajo de Meher Baba a través de los años, consistió en hacer contacto personal con cientos de aquellos llamados en India “masts”, que son peregrinos avanzados en el sendero espiritual que se encuentran embriagados de Dios.
Como parte de esta labor viajó miles de millas, incluyendo remotos lugares en la India y Sri Lanka. Otra de sus actividades durante esta etapa consistió en bañar leprosos y enjuagar los pies de miles de pobres. También se abocó a la distribución de alimento y ropa a los menesterosos.
Meher Baba dijo en una oportunidad: “Si hay algo que realmente me gusta son los masts y los niños. Me gustan los masts por su fortaleza, y los niños por su desamparo. El fuego del amor es ciertamente muy terrible, y los masts desafían a Dios, al Amado, con este terrible fuego del amor”.[cita requerida]
Meher Baba visitó a miles de masts a lo largo de todo el subcontinente y en ocasiones estableció ashrams para su cuidado.

### La Nueva Vida
En 1949 Meher Baba comenzó una nueva fase de su labor que llamó “La Nueva Vida”, junto a veinte compañeros que decidieron emprender con él esta vida de completa desesperanza y renunciamiento, durante la cual se desplazaron sin rumbo fijo a través de toda la India.
Acerca de la Nueva Vida Meher Baba dijo:

"Esta Nueva Vida no tiene fin, e incluso después de mi muerte física la mantendrán viva: los que lleven una vida de completo renunciamiento a la falsedad, a las mentiras, al odio, a la ira, a la codicia y a la lujuria; los que cumplan esto, y no cometan actos lujuriosos, ni hagan daño a nadie, ni calumnien, ni procuren poseer bienes materiales ni poder; los que no acepten homenajes, ni codicien honores, ni rehuyan la ignominia, ni teman a nadie ni a nada; los que confíen total y únicamente en Dios, amen a Dios por el mero hecho de amarle, y crean en quienes aman a Dios, y en las manifestaciones, pero sin esperar recompensas espirituales o materiales; los que no dejen de aferrarse a la Verdad, y los que, sin que las calamidades los acongojen, afronten valiente y entusiastamente todo infortunio con absoluta alegría, sin dar importancia a castas, ni ceremonias religiosas."

Durante esta Nueva Vida, Meher Baba había hecho saber a los discípulos que lo acompañaron que debían tratarlo como a un compañero y no como su Maestro. No obstante, deberían seguir estrictamente las instrucciones que él les impartiera. Entre las indicaciones brindadas por Meher Baba a sus compañeros de la Nueva Vida se incluían, por ejemplo, la obligación de permanecer constantemente alegres sin demostrar nunca que se encontraban enojados o de mal humor.
Meher Baba dio fin a la Nueva Vida en febrero de 1952, luego de un periodo de reclusión y ayuno. Después comenzaría una serie de viajes a lo largo de la India y distintos países de Occidente.

### Accidente automovilístico en Occidente
El 24 de mayo de 1952, durante un viaje en Estados Unidos, Meher Baba se estaba dirigiendo en un automóvil conducido por una de sus discípulas, hacia el estado de California. Encontrándose cerca de Prague (Oklahoma), el coche colisionó frontalmente con otro vehículo, provocando lesiones tanto en Meher Baba ―que sufrió fractura de húmero y tibia, obligándolo a enyesarse la pierna y llevar el brazo en cabestrillo― como en los demás ocupantes.

### Meher Baba, el avatar

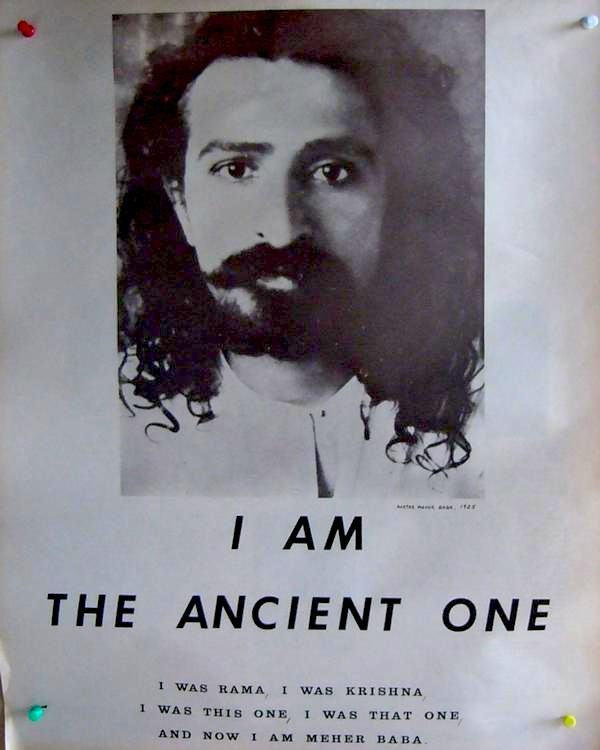
«Yo soy el Antiguo. Yo era Rama, yo era Krisná, yo era este, yo era aquel, y ahora soy Meher Baba». Póster distribuido en EE. UU. e India desde 1964. Un póster similar aparece en un poste telefónico en el documental Woodstock (1970). Foto original tomada en India en 1925.

En septiembre de 1953, en Dehradun, Meher Baba declaró que él era «el más alto de los altos» (o sea, Dios). Y el 10 de febrero de 1954, en Meherastana (U. P., India), Meher Baba declaró explícitamente por primera vez que era un avatar (Dios en forma humana), al señalar en su tabla alfabética las letras «avatar meher baba ki jai» (‘Dios corporizado Meher Baba, hip, ¡hurra!’).[cita requerida]
Meher Baba manifestó que él era el Antiguo (Dios): «Yo soy aquel que tantos buscan y tan pocos encuentran».[cita requerida]
En 1954, Meher Baba dejó de utilizar la tabla alfabética y comenzó a comunicarse exclusivamente mediante gestos manuales.

### Accidente automovilístico en India
El 2 de diciembre de 1956, en las afueras de Satara, el auto en el que Meher Baba viajaba perdió el control y un segundo y grave accidente tuvo lugar. Meher Baba sufrió una fractura en la pelvis y otras severas heridas. El doctor Nilu, uno de sus discípulos, murió a consecuencia del choque.
Meher Baba indicó que estos accidentes automovilísticos eran provocados espiritualmente por él.

### Reclusión y el encuentro Oriente-Occidente
En los años sesenta, Meher Baba comenzó un período de reclusión y ayuno en India. Manifestó que a pesar de que la labor era desgastante y agotadora, la misma era realizada para el beneficio espiritual de toda la humanidad.
En 1962, Meher Baba dio uno de sus últimos darshan masivos a través de lo que él denominó Encuentro Oriente-Occidente. En él participaron tanto sus seguidores occidentales como orientales. En esta ocasión Meher Baba dio darshan a varios miles de personas, a pesar del profundo desgaste físico que ello ocasionaba a su menguante salud.
A mediados de los años sesenta, varios jóvenes occidentales del movimiento hippie visitaron a Meher Baba. Este ―mediante el uso de señas― les indicó que el uso de drogas es perjudicial desde el punto de vista espiritual, psíquico y físico.
Meher Baba declaró (en un artículo titulado «¿Dios en una píldora?») que si fuera posible alcanzar la iluminación mediante el consumo de drogas, Dios no sería digno de ser Dios.[cita requerida]

### Reclusión final
Meher Baba murió el 31 de enero de 1969. Antes de morir, dijo: «Cuando yo abandone este cuerpo, permaneceré en el corazón de todos aquellos que me amen. Yo nunca moriré: ámenme, obedézcanme y me encontrarán».

## Cultura popular
Pete Townshend ha sido un seguidor de Meher Baba, cuyas enseñanzas fueron una importante fuente de inspiración para muchas de sus obras, incluyendo Tommy y el proyecto no completado por The Who Lifehouse. La canción "Baba O'Riley," escrita para Lifehouse y que al final apareció en el álbum Who's Next, fue llamada así por Meher Baba y el compositor minimalista Terry Riley. También, el título de la canción Don’t Worry, Be Happy del compositor de jazz, Bobby McFerrin, se tomó de una famosa frase de Meher Baba.[cita requerida]